# Dominum et vivificantem

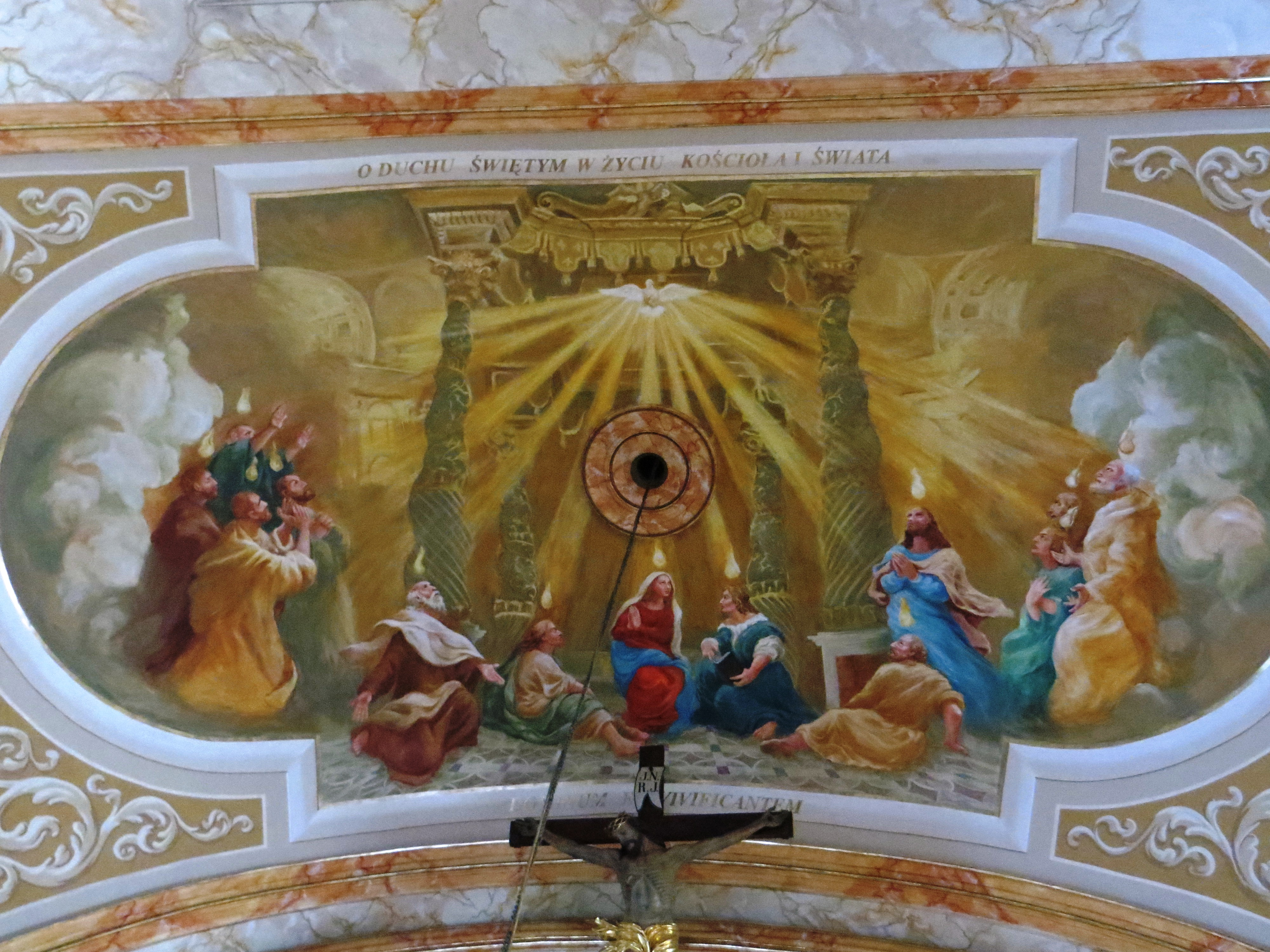
Artystyczna wizja encykliki Dominum et vivificantem na suficie Bazyliki Ofiarowania Najświętszej Maryi Panny w Wadowicach.

Dominum et vivificantem (łac. „Pana i Ożywiciela”) – piąta encyklika Jana Pawła II, ogłoszona 18 maja 1986 roku, poświęcona Duchowi Świętemu.
Pełny tytuł dokumentu:

Encyklika «Dominum et vivificantem» o Duchu Świętym w życiu Kościoła i świata.

Dokument składa się ze wstępu, trzech rozdziałów (części) oraz zakończenia.

## Źródła
Wśród źródeł, które zostały użyte przez redagującego dokument, znalazły się: Biblia, dokumenty soborowe, pisma Ojców Kościoła i teologów, dokumenty papieskie i teksty liturgiczne. Wśród cytowanych autorów znaleźli się: Tomasz z Akwinu, Leon XIII, Bazyli Wielki, Cyryl Aleksandryjski, Augustyn z Hippony, Ireneusz z Lyonu, Grzegorz Wielki, Atanazy Aleksandryjski, Bonawentura z Bagnoregio, Hilary z Poitiers, Ambroży z Mediolanu, Cyryl Aleksandryjski, Dydym Aleksandryjski, Jan Chryzostom. Papież odwołał się do sekwencji Veni, Sancte Spiritus oraz Reple cordis intima.

## Tematyka
Dokument porusza tematykę związaną z pneumatologią. Podrozdziały części pierwszej („Duch Ojca i Syna dany Kościołowi”):
1. Obietnica i objawienie siły Jezusa podczas wieczerzy paschalnej
2. Ojciec, Syn i Duch Święty
3. Zbawcze udzielanie się Boga w Duchu Świętym
4. Mesjasz namaszczony Duchem Świętym
5. Jezus z Nazaretu, „wyniesiony” w Duchu Świętym
6. Chrystus Zmartwychwstały mówi: „weźmijcie Ducha Świętego!”
7. Duch Święty a czas Kościoła

Podrozdziały części drugiej (Duch, który przekonuje świat o grzechu):
1. Grzech, sprawiedliwość i sąd
2. Świadectwo dnia Pięćdziesiątnicy
3. Świadectwo początku: pierworodny wymiar grzechu
4. Duch, który przeobraża cierpienie w odkupieńczą miłość
5. Krew, która oczyszcza sumienia
6. Grzech przeciw Duchowi Świętemu

Trzecia część − Duch, który daje życie − została podzielona na następujące podrozdziały:
1. Motyw jubileuszu dwutysiąclecia: Chrystus, „który się począł z Ducha Świętego”
2. Motyw jubileuszu: objawiła się łaska
3. Duch Święty w immanentnym konflikcie z człowiekiem: ciało pożąda przeciwko duchowi, a duch przeciw ciału
4. Duch Święty umacnia „człowieka wewnętrznego”
5. Kościół – sakramentem wewnętrznego zjednoczenia z Bogiem
6. Duch i Oblubienica mówią: „przyjdź!”

W zakończeniu papież prosi Ducha Świętego o błogosławieństwo i łaskę dla Kościoła i rodziny ludzkiej.